# Rupertustherme

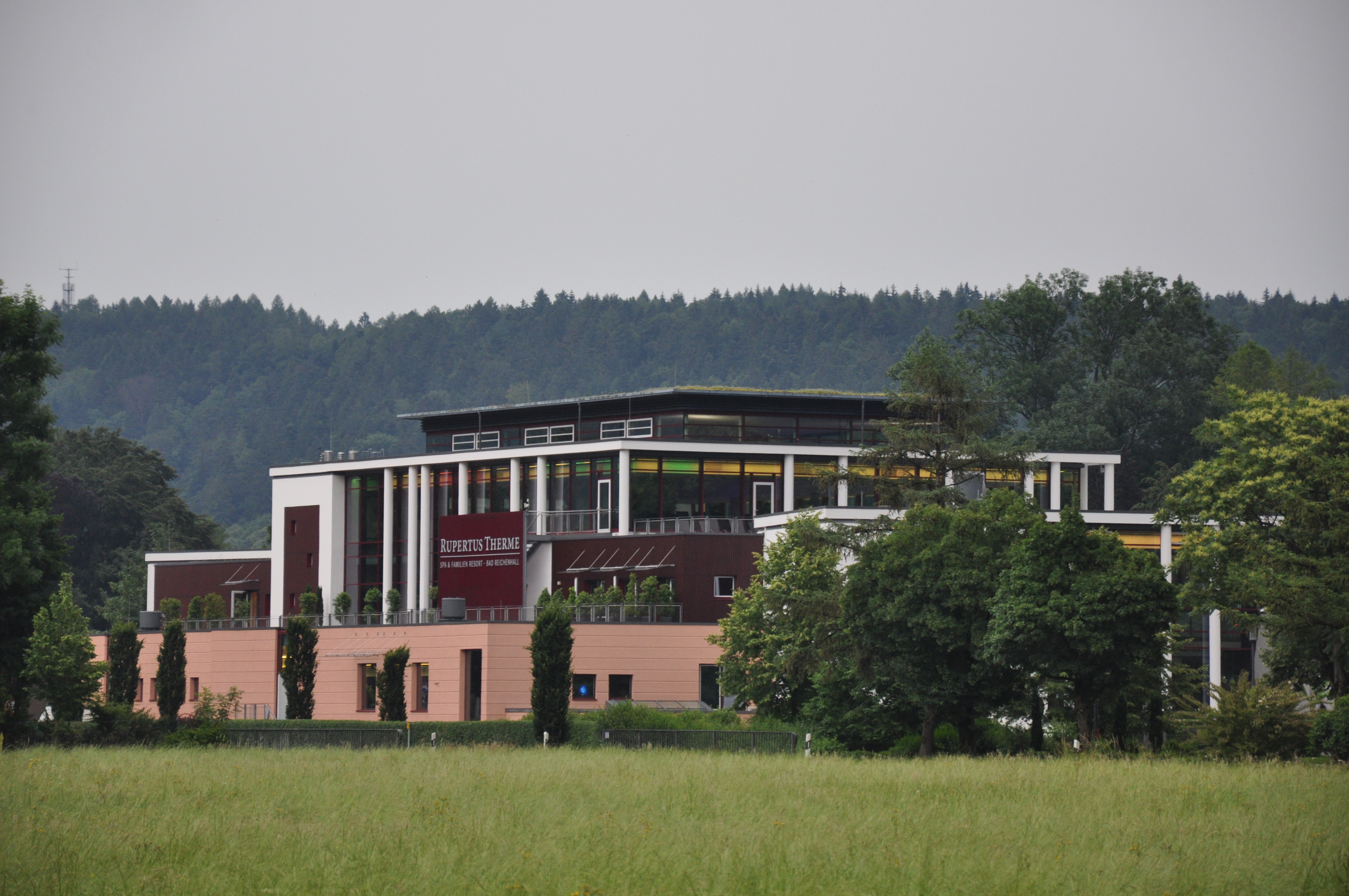
Rupertustherme

Die Rupertustherme (Eigenschreibweise RupertusTherme) ist ein Solebad im Bayerischen Staatsbad Bad Reichenhall im Landkreis Berchtesgadener Land.
Das Bad wurde 2005 nach Plänen von Rudolf Wienands errichtet und später um ein 2011 eröffnetes Sport- & Familienbad erweitert. Sein Namenspate ist der Heilige Rupert von Salzburg, Schutzpatron des Salzbergbaus sowie der Salzarbeiter und der Legende nach Wiederentdecker der Reichenhaller Solequellen. Die Solequellen sind staatlich anerkannte Heilquellen. Ihre Sole wird von der Saline direkt in die Rupertustherme geleitet um das 32 bis 40 Grad warme Thermalwasser anzureichern. Die Reichenhaller Sole enthält wesentliche Spurenelemente und einen sehr hohen Mineralstoffgehalt. Hinzu kommt eine besondere Zusammensetzung aus Kalzium, Kieselsäure und Kalium.

## Das Gebäude

### Architektur
Der architektonische Entwurf für die Rupertustherme stammt von Rudolf Wienands. Er gestaltete das moderne Gebäude mit einer Säulenkonstruktion entlang der Fassade ohne ein gleichmäßig großes Grundmuster. Das Ambiente soll „antike Weltanschauung“ und „moderne Bädertechnik“ mit der Bergwelt verbinden. Durch die große Fensterfront in der Haupthalle sowie in der in drei Himmelsrichtungen verglasten Galerie im ersten Stock hat man einen guten Blick auf die Berge der Umgebung.

### Erweiterungsbau
Nach dem Einsturz der Eislauf- und Schwimmhalle Bad Reichenhall 2006 wurde auch die an sie angrenzende Schwimmhalle abgerissen. In einem Bürgerentscheid sprach sich die Mehrheit der Bevölkerung für einen Neubau des Sportbades am alten Standort aus. Der Stadtrat setzte sich über diese Entscheidung hinweg und ließ die Halle stattdessen an die Rupertustherme anbauen. 2011 wurde das Sport- & Familienbad eröffnet. Es ist mit einem eigenen Eingang räumlich und funktional von der Therme getrennt. Der Übergang ist in beide Richtungen möglich. Für Thermenbesucher ist er im Preis inklusive, Besucher des Sport- & Familienbades müssen den Differenzpreis zum Thermeneintritt aufzahlen.
Der gesamte Rupertusthermen-Komplex hat eine Größe von rund 18.900 Quadratmetern Netto-Grundfläche. Die Wasserfläche nimmt 1.580 Quadratmeter ein.

## Themenbereiche

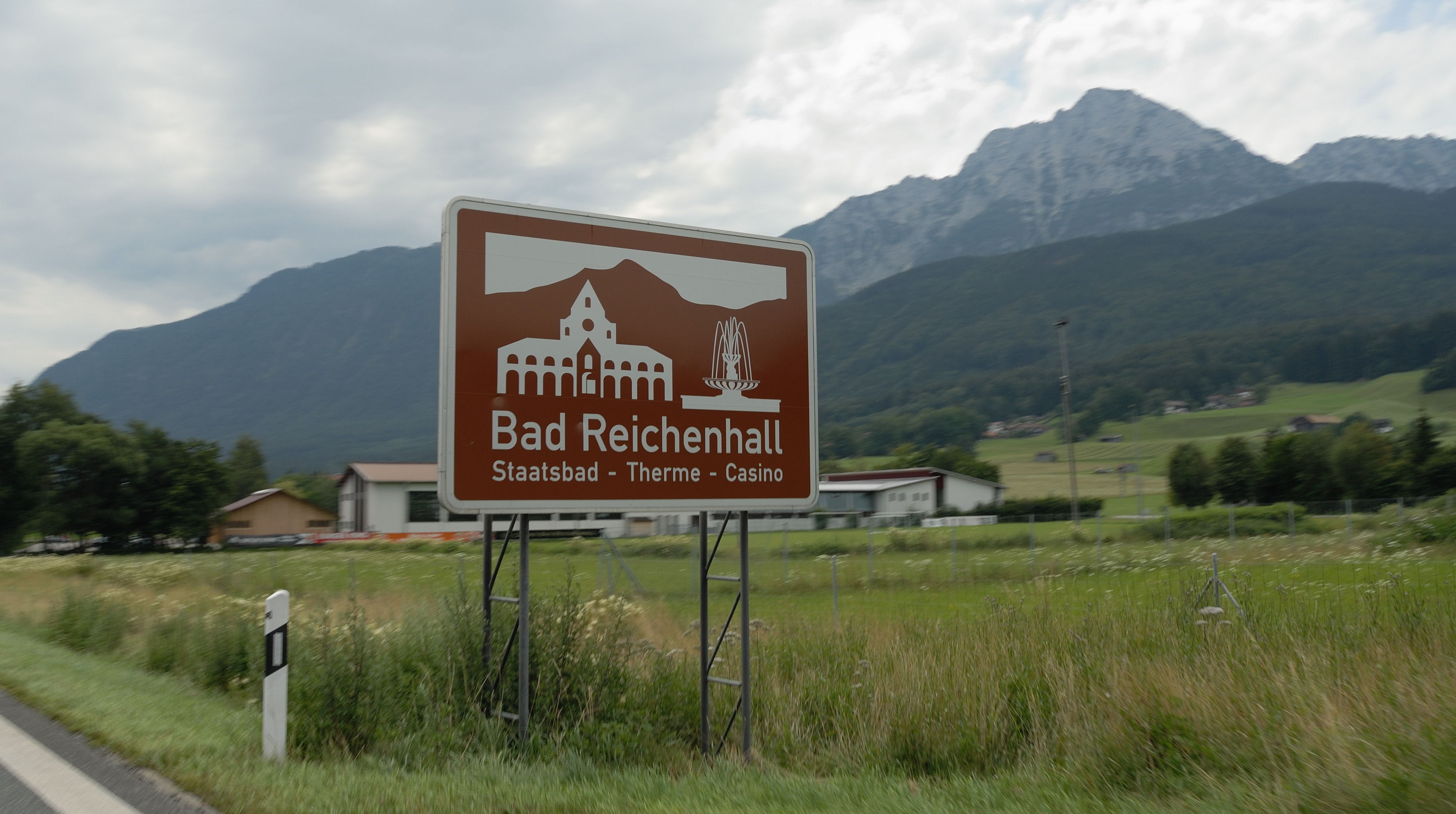
Unterrichtungstafel „Bad Reichenhall“ mit Hinweis Therme an der A 8

Die Rupertustherme umfasst fünf Bereiche: die ThermenLandschaft, die SaunaLandschaft, das WellnessCenter, das FitnessCenter sowie das Sport&Familienbad.
Die Thermenlandschaft umfasst 707 Quadratmeter Wasserfläche und dehnt sich über drei Stockwerke und einen Außenbereich aus. In der unterirdischen Solegrotte beträgt der Salzgehalt 12 Prozent, weshalb der Körper vom Wasser getragen wird, was die Muskulatur entlastet sowie zur Linderung von Rheuma und Rückenschmerzen beitragen kann. Im Saunabereich verteilen sich auf zwei Etagen acht Saunen und Dampfbäder mit Temperaturen zwischen 40 und 90 Grad und unterschiedlicher Luftfeuchtigkeit. Das Laist- und Salzzentrum konzentriert sich auf die Heilmittel Salz, Sole und Laist, einem natürlichen Mineralsoleschlamm aus dem Salzbergwerk Berchtesgaden. Das Wellnesscenter umfasst vier Trocken- und zwei Nassmassageräume, einen Partnerspa mit Entspannungswanne und Nassmassage, einen Kosmetikraum und eine Ruhelounge. Alle Anwendungen stehen in der Tradition der Reichenhaller Kur mit Sole, Salz, Latschenkiefer, Enzian und Moor. Im Fitnesscenter steht neben einer umfangreichen Ausstattung mit modernen Trainingsgeräten mit Softwareunterstützung zusätzlich ein 75 Quadratmeter großes, behindertengerechtes Soletherapiebecken zur Verfügung. Therapieanwendungen können im Rahmen der Heilmittel- oder Kurarztverordnung durchgeführt werden. Im Sport- & Familienbad bietet das Familienhauptbecken mit einer Wassertiefe von 1,10 Metern einen Strömungskanal, eine zwölf Meter lange Breitrutsche, eine 120-Meter-Reifenrutsche und mehrere Wasserfälle. Das separate Lehrschwimmbecken kann bei Bedarf mit dem Familienhauptbecken kombiniert werden. Der Kleinkindbereich besteht aus einem Becken mit Wassertiefen bis zu 40 Zentimetern mit Wasserläufen, Fontänen, einer Kleinkindrutsche sowie einem Kleinkindtrockenspielraum. Der Sportbereich verfügt über ein wettkampfgerechtes Schwimmerbecken in der Größe 25 m × 15 m mit sechs Bahnen, Zeitmessanlage und einer Wassertiefe bis zu 2,20 m.